# Chabo

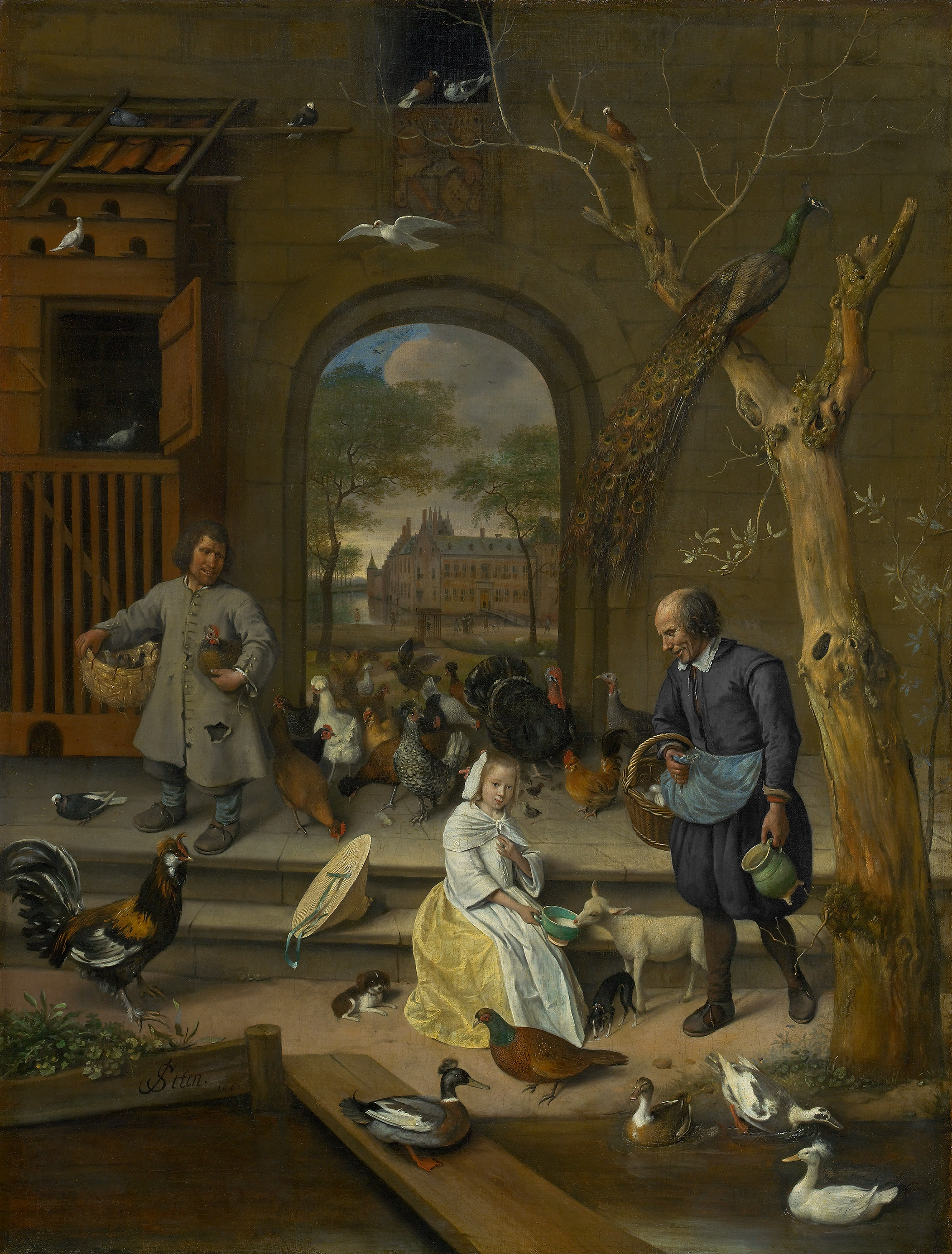
Het hoenderhof

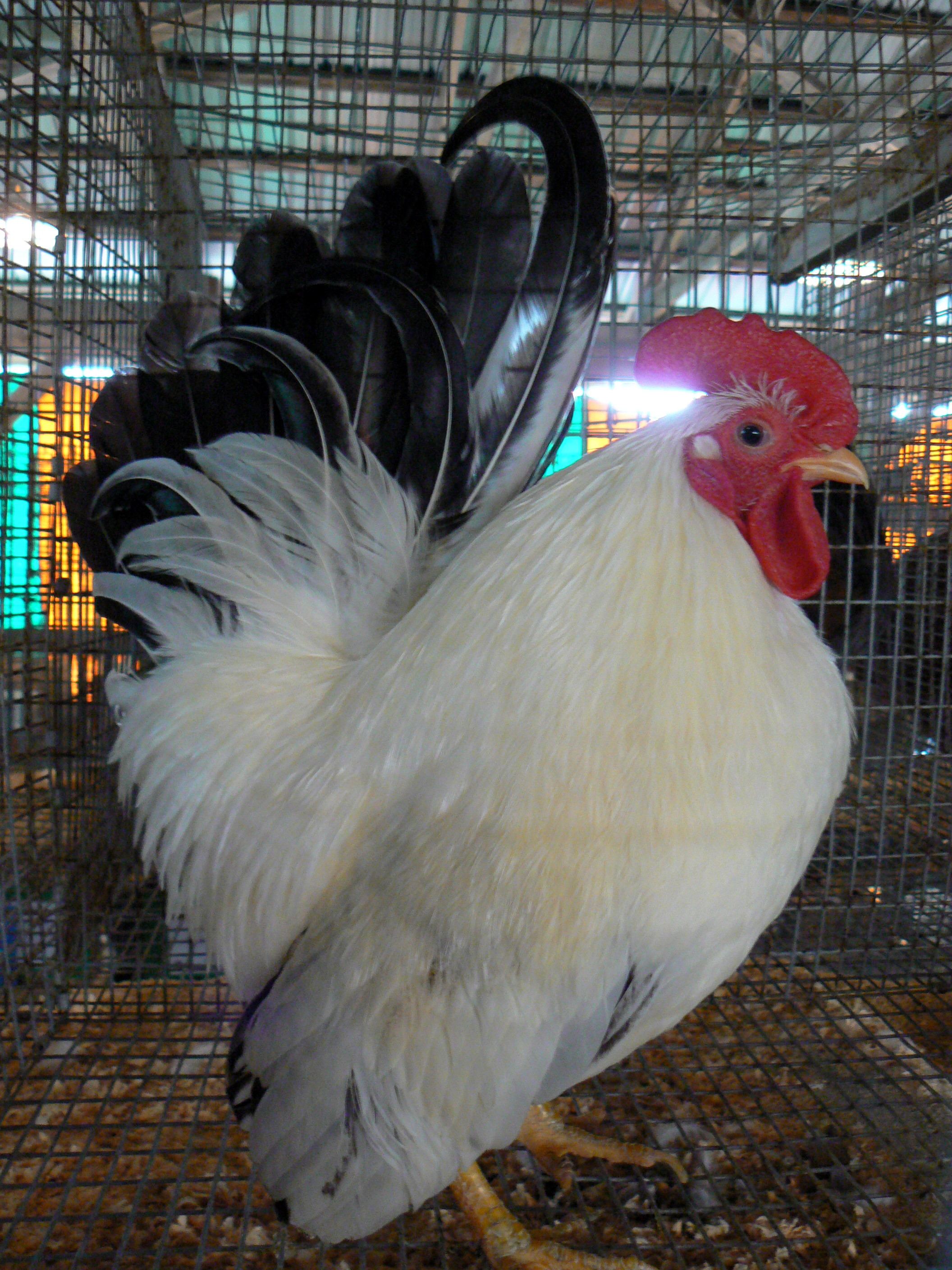
Zilveren chabo-haan

De chabo (vroeger ook wel de Japanse kriel genoemd) is een oud krielras dat door de uiterst korte loopbenen tot de kruiperrassen gerekend wordt.

## Oorsprong
De chabo heeft zijn oorsprong in China, vandaar zijn er dieren naar Japan verhandeld en daar heeft men de chabo in zijn huidige vorm ontwikkeld. Vermoedelijk waren het de schepen van de VOC die de chabo's meegebracht hebben naar Europa. Merkwaardig genoeg waren in Nederland vergelijkbare rassen al in de 15e eeuw aanwezig. Een bewijs hiervoor is te vinden op het schilderij 'De Hoenderhof' van Jan Steen. Of deze kortbenige krielkippen met de chabo's verwant waren of krielkippen met kenmerken van de huidige Duitse kruiper, is onduidelijk.

## Kenmerken
De chabo is een klein kippenras met ronde vormen. Het opvallendste zijn de extreem korte pootjes, de lange verticaal gedragen staart en de grote kam. Dit geheel geeft de chabo een clowneske uitdrukking. Chabo's zijn erkend in vele kleurslagen. De chabo komt voor in verschillende variëteiten; zo kennen we de normale Chabo, de krulvederige chabo, de zijdevederige Chabo en de bolstaartchabo. Combinaties van voornoemde variëteiten zijn ook mogelijk.

## Fok en verzorging
- Chabo's zijn bijzonder braaf en hebben een zeer mild karakter, ze zijn makkelijk tam te krijgen en zijn ook bijzonder kindergeschikt.
- Daarnaast is de chabo een alleseter en is hij goed te houden in de tuin omdat hij niet kan scharrelen door zijn korte pootjes.
- Daarnaast kan het beestje een schitterende paringsdans opvoeren en kraait de haan niet al te luid. De meeste hennetjes zijn goede moeders en het ras is eenvoudig te vermeerderen.
- Bij de verzorging moet de eigenaar wel opletten dat de kammen van de haantjes in de winter worden ingesmeerd; bij harde kou kunnen de kopversieringen weleens afvriezen.